# Parti ouvrier socialiste révolutionnaire (Frankreich)

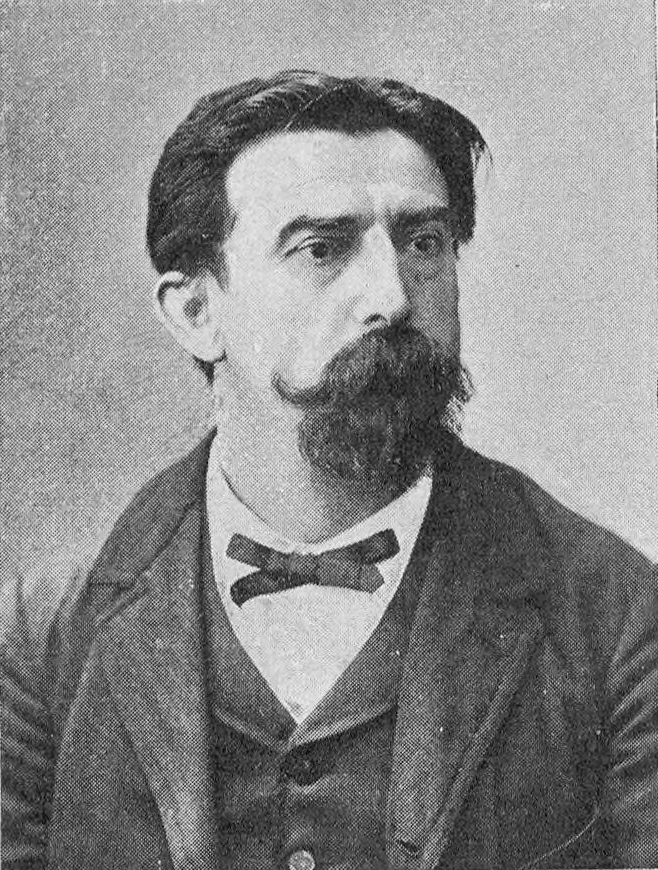
Jean Allemane

Die Parti ouvrier socialiste révolutionnaire (Revolutionäre Sozialistische Arbeiterpartei, POSR) war eine französische sozialistische Partei während der Dritten Republik. Sie war an den Ideen Jean Allemanes ausgerichtet und bestand von 1890 bis 1902. In diesem Jahr ging sie weitgehend in der neugegründeten Parti socialiste français auf, die wiederum 1905 den Grundstock der Section française de l’Internationale ouvrière (SFIO) bildete.

## Geschichte
Die Parti ouvrier socialiste révolutionnaire entstand 1890 aus einer Abspaltung der von Jean Allemane geführten Fédération des travailleurs socialistes de France (Föderation der sozialistischen Arbeiter Frankreichs, FTSF). Die POSR wurde daher zu dieser Zeit als „allemanistische Partei“ bezeichnet.
Die Allemanisten der POSR unterschieden sich innerhalb der damaligen sozialistischen Parteien durch den Vorrang gewerkschaftlicher vor politischen Aktionen, durch das Thema Generalstreik und auch durch ihren Antimilitarismus. Sie war daher eine Brutstätte für künftige Aktivisten des revolutionären Syndikalismus. Der Historiker Jean Defrasne schrieb dazu, „die POSR hatte die Unterstützung der Handwerker des alten Paris“.
Neben dem kommunistischen Arbeitersozialismus eines Jean Allemane (selbst Buchdrucker und Kommunarde) entwickelte sich innerhalb der POSR auch ein „Sozialismus der Intellektuellen“ um Lucien Herr (Bibliothekar an der École normale supérieure von Paris und sozialistischer Vordenker von Jean Jaurès und Léon Blum), der an der POSR-Zeitung Le Parti ouvrier mitarbeitete. Diese Strömung räumte der Bildung des Volkes Vorrang ein.
Bei den Parlamentswahlen von 1893 wurden fünf Abgeordnete gewählt, die sich zur POSR bekannten: Alexandre Avez, Victor Dejeante, Pascal Faberot, Arthur Groussier und Edmond Toussaint, alle aus dem Département Seine. 1896 verließ ein Teil der Aktivisten die POSR und gründete die Alliance communiste révolutionnaire.
1902 schloss sich ein Großteil der Parti ouvrier socialiste révolutionnaire mit der Fédération des travailleurs socialistes de France und mit unabhängigen Sozialisten in der Parti socialiste français (PSF) zusammen. Letztere und die POSR wurden zwei der drei Komponenten der Section française de l’Internationale ouvrière (SFIO), die 1905 noch von der Parti socialiste de France (Guesdisten) (der dritten Komponente) gegründet wurde.

## Bekannte Mitglieder
- Jean Allemane
- Charles Andler (1866–1933), Germanist und Professor
- Émile Chausse[9]
- Jean-Baptiste Clément (1836–1903), Chansonnier und Kommunarde
- Lucien Herr
- Marcel Mauss (1872–1950), Soziologe, Ethnologe und Religionswissenschaftler
- Alexandre Avez, Abgeordneter
- Victor Dejeante, Abgeordneter
- Jean-Baptiste Dumay[10], Abgeordneter
- Pascal Faberot, Abgeordneter
- Arthur Groussier, Abgeordneter
- Élysée Lassalle[11], Abgeordneter
- Edmond Toussaint, Abgeordneter
- Adolphe Buscaillet, Départementrat von Bordeaux-Le Bouscat von 1904 bis 1919.